# Zroślicha stopowcowa

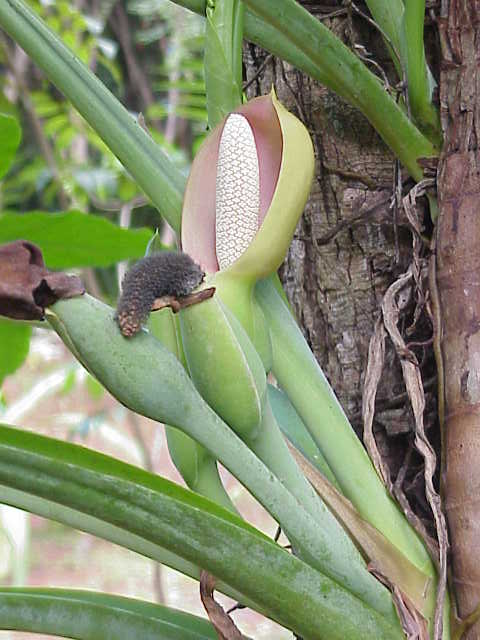
Kwiat i owoc u typowej, dziko rosnącej formy gatunku

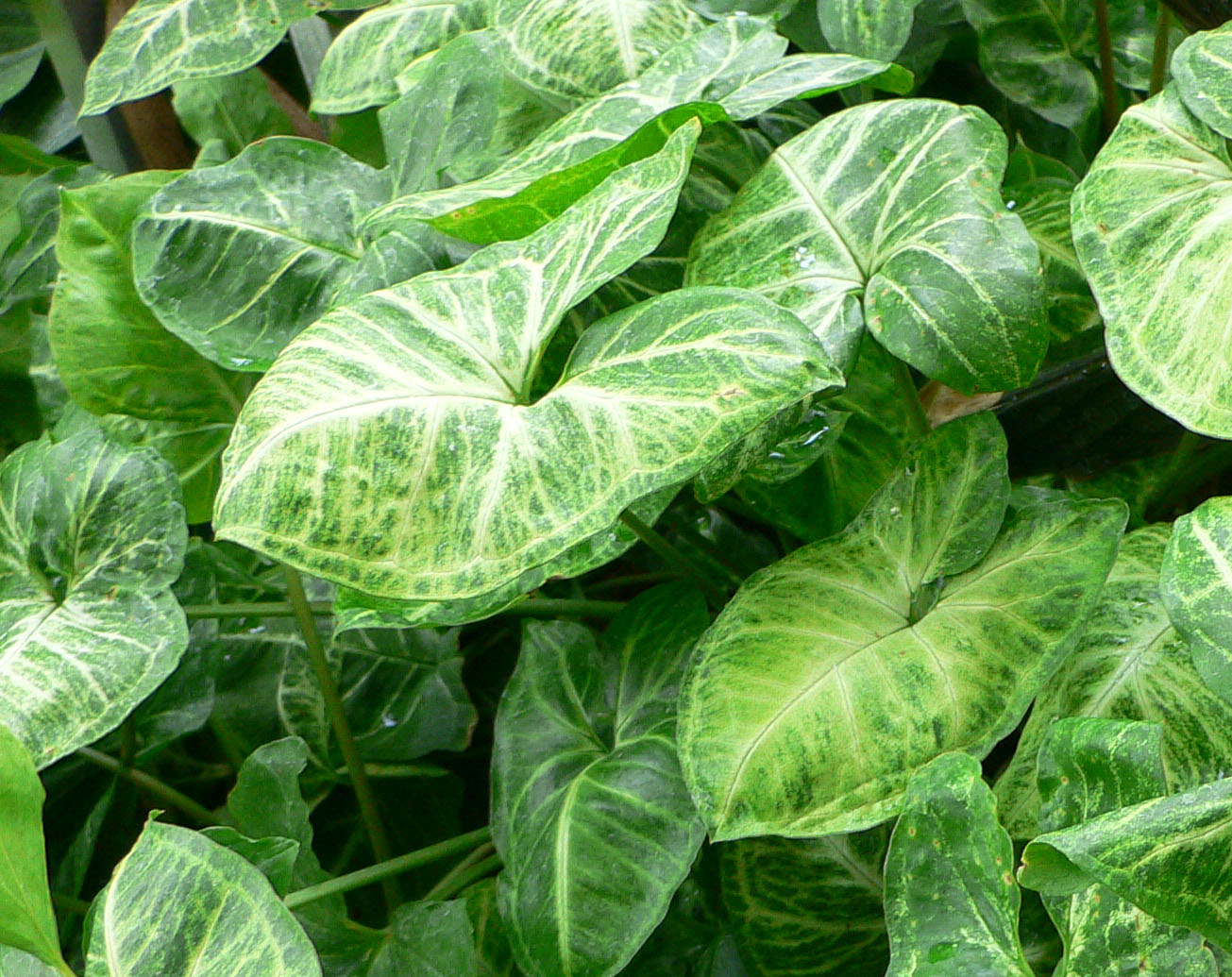
'Albovirens'

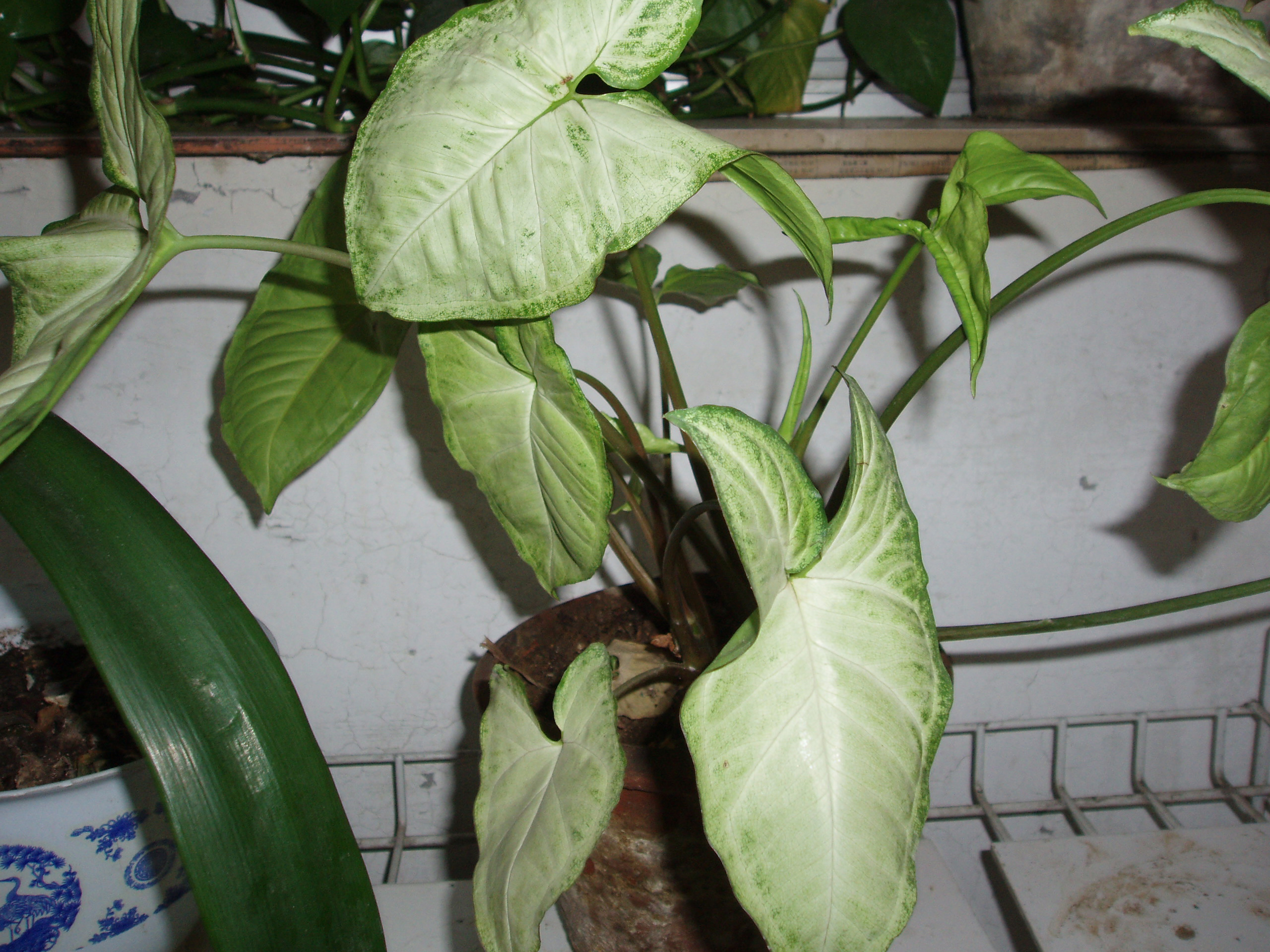
'White Butterfly'

Zroślicha stopowcowa (Syngonium podophyllum) – gatunek rośliny z rodziny obrazkowatych. Pochodzi z tropikalnych obszarów Ameryki Środkowej oraz północnych rejonów Ameryki Południowej. Jest uprawiany jako roślina ozdobna, w Polsce głównie jako roślina pokojowa.

## Morfologia
PokrójW swoim naturalnym środowisku jest to kilkumetrowej długości pnącze wspinające się po pniach drzew tropikalnej dżungli i czepiające się ich korzeniami. Uprawiane w mieszkaniach odmiany osiągają wysokość do 1,5 m. W ciągu roku w mieszkaniu roślina przyrasta około 30 cm i wytwarza 6–7 liści.
LiścieLiście pojedyncze, długoogonkowe, zazwyczaj strzałkowate, o długości do 30 cm. U typowej, dziko rosnącej formy gatunku liście są ciemnozielone i bez wybarwień. Uprawiane odmiany (kultywary) mają liście w różnych odcieniach zieleni, często jasnozielone i zazwyczaj z różnego rodzaju jaśniejszymi wybarwieniami. Liście są głównymi walorami ozdobnymi tej rośliny.
KwiatyDrobne, zielonkawe, zebrane w kolbę okrytą purpurowo-czerwoną pochwą. Jednakże uprawiane w mieszkaniu rośliny nie zakwitają, czasami tylko zdarza się to starszym, dobrze pielęgnowanym okazom.

## Wybrane odmiany[6]
- 'Albolineatum' – liście o białych środkach i żyłkowate. Młode liście są sercowate.
- 'Emerald Gem' – liście ciemnozielone i błyszczące. Młode liście są strzałkowate.
- 'Green Gold' – liście strzałkowate, ciemnozielone z kremowymi wybarwieniami w postaci kropek
- 'Imperial White' – liście zaostrzone, biało żyłkowane
- 'Quay's California Gold' – liście żywo zielone z nieregularnymi złocistymi wybarwieniami
- 'Robusta' – liście duże, blade i ciemno cętkowane.
- 'Silver Knight' – liście srebrno-zielone.
- 'Tricolor' – liście strzałkowate, jasno i ciemnozielone z jasnymi wybarwieniami.
- 'Tri-leaf Wonder' – liście srebrzyste o szarych nerwach.
- 'Variegatum' – liście kremowo-białe. Młode liście są strzałkowate.
- 'White Butterfly' – liście ze srebrzysto-bialymi wybarwieniami.

## Uprawa
- Wymagania. Jako pnącze potrzebuje jakiejś podpory. Może też być uprawiane jako roślina okrywowa. Ziemia powinna być próchniczna i systematycznie podlewana. Odmiany o jasnych liściach z wybarwieniami potrzebują dobrze oświetlonego miejsca, te z ciemnozielonymi liśćmi mogą rosnąć w miejscu bardziej ciemnym. Temperatura latem nie powinna przekroczyć 24 °C, zimą nie powinna być niższa od 15 °C. Wymaga wilgotnego powietrza. Nadaje się do uprawy hydroponicznej.
- Zabiegi uprawowe. Latem podlewa się obficie 2–3 razy w tygodniu, zimą dużo rzadziej. Do podlewania należy używać miękkiej wody o temperaturze pokojowej. Aby zapewnić odpowiednią wilgotność należy doniczkę z rośliną ustawić w większym pojemniku ze stale wilgotnym torfem i codziennie spryskiwać roślinę wodą. Zakurzone liście przeciera się wilgotną szmatką. Dokarmia się latem słabą dawką nawozów wieloskładnikowych rozpuszczonych w wodzie. Gdy po kilku latach uprawy roślina stanie się nieładna, można ją przyciąć na wysokości ok. 20 cm, wówczas wypuści nowe pędy. Przesadza się roślinę rzadko, tylko w razie konieczności. Przy pracach z tą rośliną należy zachować ostrożność, jej sok ma własności parzące, powoduje pieczenie i działa drażniąco na skórę[7].
- Rozmnażanie. Przez sadzonki lub przez odkłady. Sadzonki z wykorzystaniem ukorzeniacza ukorzenia się w mnożarce przy temperaturze 18 °C. Najłatwiej przyjmują się sadzonki z wierzchołków pędów, najtrudniej z dolnej części łodygi.